# Diaulacaspis siamensis
Diaulacaspis siamensis är en insektsart som beskrevs av Takahashi 1942. Diaulacaspis siamensis ingår i släktet Diaulacaspis och familjen pansarsköldlöss. Inga underarter finns listade i Catalogue of Life.